# Long Island (Kansas)
Pour les articles homonymes, voir Long Island (homonymie).
Long Island est une ville américaine située dans le comté de Phillips, au Kansas. Selon le recensement de 2020, sa population est de 137 habitants.